# اس‌اس اورانجی (۱۸۹۳)
اس‌اس اورانجی (۱۸۹۳) (به انگلیسی: SS Aorangi (1893)) یک کشتی است که طول آن ۳۸۹ فوت (۱۱۹ متر) می‌باشد. این کشتی در سال ۱۸۸۳ ساخته شد.